# 池田圭治
池田 圭治（いけだ けいじ、1987年1月11日 - ）は、日本の元ラグビー選手。

## プロフィール
- 長崎県南島原市出身[1]。
- 現役時代のポジションはプロップ(PR)。
- 身長 178cm、体重 112kg
- ニックネームはKJ。
- 九州代表に選ばれたことがある[2]。

## 略歴
2005年、諫早農業高校卒業後、福岡工業大学に入る。
2009年、福岡工業大学卒業後、九州電力キューデンヴォルテクスに加入。
2011年9月10日に行われたトップキュウシュウA第6節の三菱重工長崎戦に先発出場で公式戦初出場を果たした。
2023年、現役を引退した。